# Далем (Бельгия)
Дале́м (фр. Dalhem, валлон. Dålem / Dålèm) — коммуна в Валлонии, расположенная в провинции Льеж, округ Льеж. Принадлежит Французскому языковому сообществу Бельгии. На площади 36,06 км² проживают 6486 человек (плотность населения — 180 чел./км²), из которых 49,40 % — мужчины и 50,60 % — женщины. Средний годовой доход на душу населения в 2003 году составлял 13 265 евро.
Почтовые коды: 4606—4608. Телефонный код: 04.

## История
В Средние века Далем был столицей одноимённого графства.